# Лос-Саусес
Лос-Саусес (ісп. Los Sauces) — селище в Чилі. Адміністративний центр однойменної комуни. Населення — 3638 осіб (2002). Селище і комуна входить до складу провінції Мальєко і регіону Арауканія.
Територія комуни — 849,8 км². Чисельність населення — 6889 осіб (2007). Щільність населення — 8,11 чол./км².

## Розташування
Селище розташоване за 86 км на північний захід від адміністративного центру області міста Темуко та за 24 км на південний схід від адміністративного центру провінції міста Анголь.
Комуна межує:
- на півночі — з комуною Анголь
- на сході — з комуною Ерсілья
- на півдні — з комунами Лумако, Трайгуєн
- на заході — з комуною Пурен

## Демографія
Згідно з даними, зібраними під час перепису Національним інститутом статистики, населення комуни становить 6.889 осіб, з яких 3.448 чоловіків та 3.441 жінка.
Населення комуни становить 0,74 % від загальної чисельності населення регіону Арауканія. 55,2 % належить до сільського населення та 44,8 % — міське населення.